# Joanna Palani
Pour les articles homonymes, voir Palani.
Joanna Palani, née le 22 février 1993, à Ramadi, en Irak, est une étudiante kurdo-danoise qui a rejoint les rangs des unités de protection de la femme (YPG) et des Peshmergas en Irak et en Syrie. Surnommée la tueuse de djihadiste, combattante en tant que sniper, il lui est attribué la mort de 10 djihadistes.

## Biographie

### Jeunesse
Joanna Palani vient d'une famille kurde d'Iran. Son père descend de la tribu Jaf, du roi kurde Mohamed Pasha Jaff et de Lady Adela, surnommée « la princesse des Braves ». Sa mère est issue de la plus ancienne tribu kurde, les Kalhors. Elle naît dans un camp de réfugiés des Nations Unies à Ramadi en Irak. À trois ans, sa famille émigre à Copenhague au Danemark. Après l’école, elle commence à étudier la philosophie et la politique à l’université de Copenhague.

### Engagement armé
En 2011, durant ses études, elle se rend à Alep en Syrie, puis au Rojava. Après un entraînement militaire, avec les unités de défense des femmes kurdes, elle participe, en 2014, à la bataille de Kobané puis, en 2016, à celle de Manbij. Pendant six mois, elle combat dans les rangs des YPG , puis six autres mois dans ceux des Peshmergas. Au cours de sa participation militaire en tant que tireur d'élite, elle aurait tué plus d’une centaine de terroristes de l’État islamique et aurait été impliquée dans la libération d’une prison de l'État islamique, dans un village proche de Mossoul, où des jeunes femmes étaient contraintes à la prostitution.

### Suites judiciaires
De retour au Danemark, en 2015, pour rendre visite à sa famille, son passeport lui est retiré et elle est interdite de quitter le pays, pour un an, en raison de sa participation aux combats aux côtés des Kurdes. Malgré cette interdiction, elle retourne dans le Nord de la Syrie, de juin à octobre 2016. De retour au Danemark, elle est arrêtée et incarcérée, trois semaines, sur la base des nouvelles lois anti-terroristes. Durant son séjour en prison, elle apprend que sa tête est mise à prix par l'État islamique, pour un montant d'un million de dollars, « morte ou vive ». Selon Joanna Palani, l'État islamique cherche à la capturer pour la convertir et la prostituer ou « la transform[er] en esclave sexuelle ».
Joanna Palani est finalement condamnée à neuf mois d'emprisonnement pour avoir enfreint son interdiction de quitter le territoire à l'été 2016,.  